# Frysk Puzelwurdboek

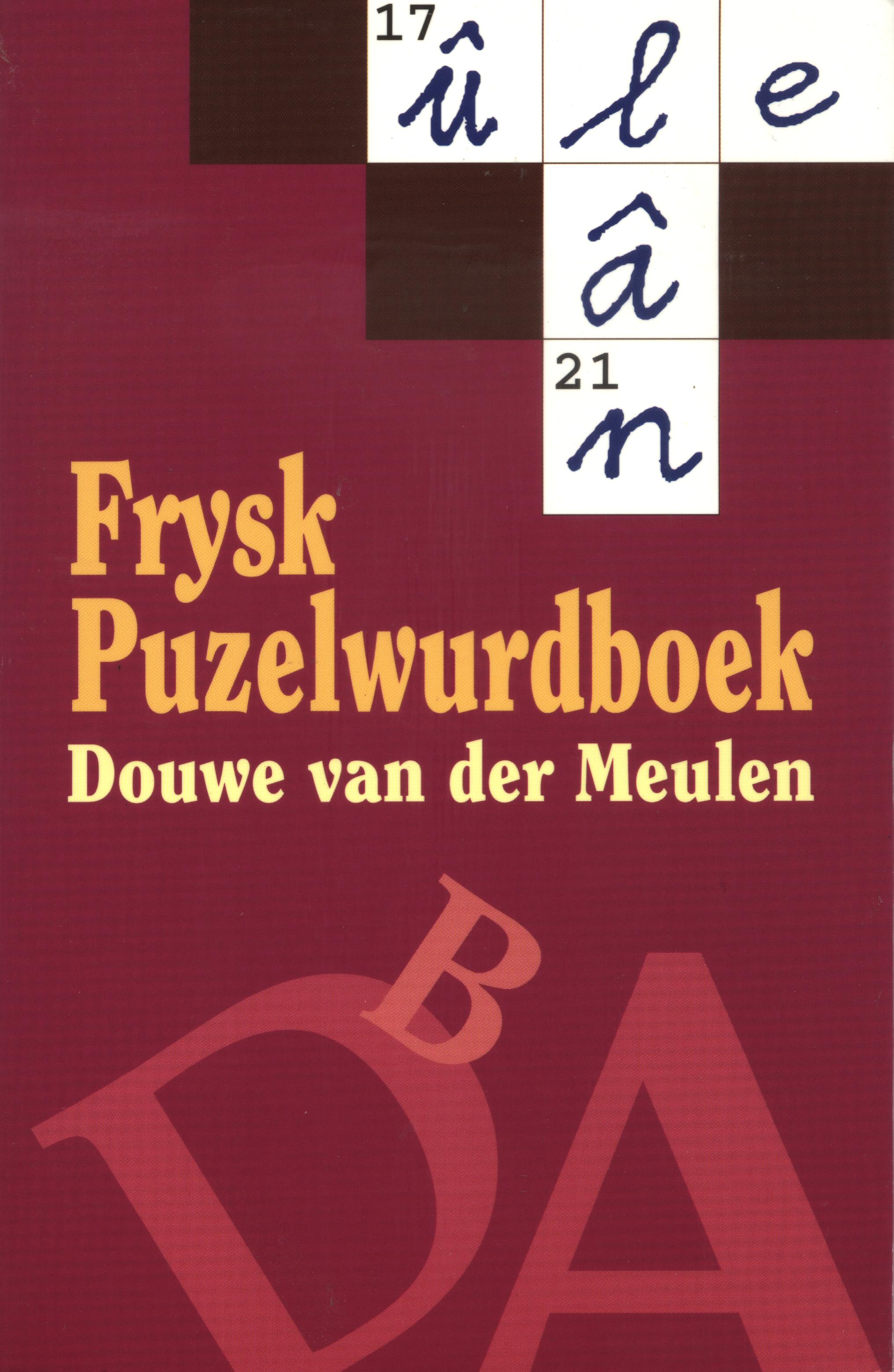
Frysk Puzelwurdboek

Das Frysk Puzelwurdboek (deutsch:  Friesisches Rätselwörterbuch) ist ein Westfriesisches Kreuzworträtsellexikon.

## Geschichte
Das Lexikon wurde von Douwe van der Meulen redaktionell erarbeitet und von der Afûk in Leeuwarden im Jahr 1992 veröffentlicht.
Im ersten Teil des Rätsellexikons werden die Rätselelemente gemäß den Beschreibungen aufgeführt. Die möglichen Lösungen sind – wie in Kreuzworträtsellexika üblich – nach den Beschreibungen eingeordnet. Die Ordnung geht von kurzen zu langen Wörtern und bietet so viele Synonyme und Beispiele wie möglich. Der zweite Teil des Wörterbuchs besteht aus einer Sammlung von Wörtern, die am häufigsten erfragt werden und in Rubriken angeordnet sind. Die Abschnitte bestehen beispielsweise aus Listen von Werkzeugen, Teilen einer Farm, friesischen Schriftstellern, friesischen Gewässernamen, Bewegungsarten, Ortsnamen, Pflanzen und Bäumen, Pilzen und Säugetieren.

## Editionen
- Douwe van der Meulen: Frysk Puzelwurdboek. Algemiene Fryske Ûnderrjocht Kommisje, Leeuwarden 1992, ISBN 90-6273-403-0 (auch auf CD-ROM).